# ATS D5
Chronologie des modèles (1981 - 1982)
ATS D4 ATS D6
L'ATS D5 est une monoplace de Formule 1, engagée par l'écurie ATS, ayant couru une partie du championnat du monde de Formule 1 1981 et la totalité du championnat du monde de Formule 1 1982. En 1981, ses pilotes sont Slim Borgudd et Jan Lammers et, en 1982, Manfred Winkelhock et Eliseo Salazar.

## Historique
En 1980, Jo Ramirez devient team manager de l'écurie et recrute Marc Surer et Jan Lammers comme pilotes. Ils commencent la saison au volant de la D3 en attendant la mise au point de sa remplaçante. Les D3 et D4 n'inscrivent aucun point en douze courses. 
En 1981, faute de budget de développement, la D4 doit commencer la saison et ATS recrute le pilote payant Slim Borgudd qui permet de compléter le budget. Le Suédois inscrit le seul point de l'écurie à l'occasion du Grand Prix de Grande-Bretagne à Silverstone, au volant de la nouvelle D5.
En 1982, Borgudd est remplacé par Manfred Winkelhock et ATS inscrit une seconde monoplace confiée à Eliseo Salazar. En dépit de faibles moyens financiers, les pilotes réalisent des prouesses malgré une disqualification au Grand Prix de Saint-Marin 1982 pour poids non conforme. Winkelhock termine cinquième à Jacarepagua au Brésil et est imité par Salazar au Grand Prix Saint Marin à Imola. La D5 demeurant une voiture peu fiable, ces quatre points sont les seuls inscrits, permettant à ATS de terminer douzième au championnat, devant Osella et derrière Arrows.
Les deux pilotes finissent vingt-troisième et vingt-quatrième, derrière Mauro Baldi et devant Bruno Giacomelli.

## Résultats en championnat du monde de Formule 1

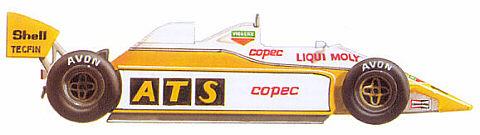
L'ATS D5 de 1981.

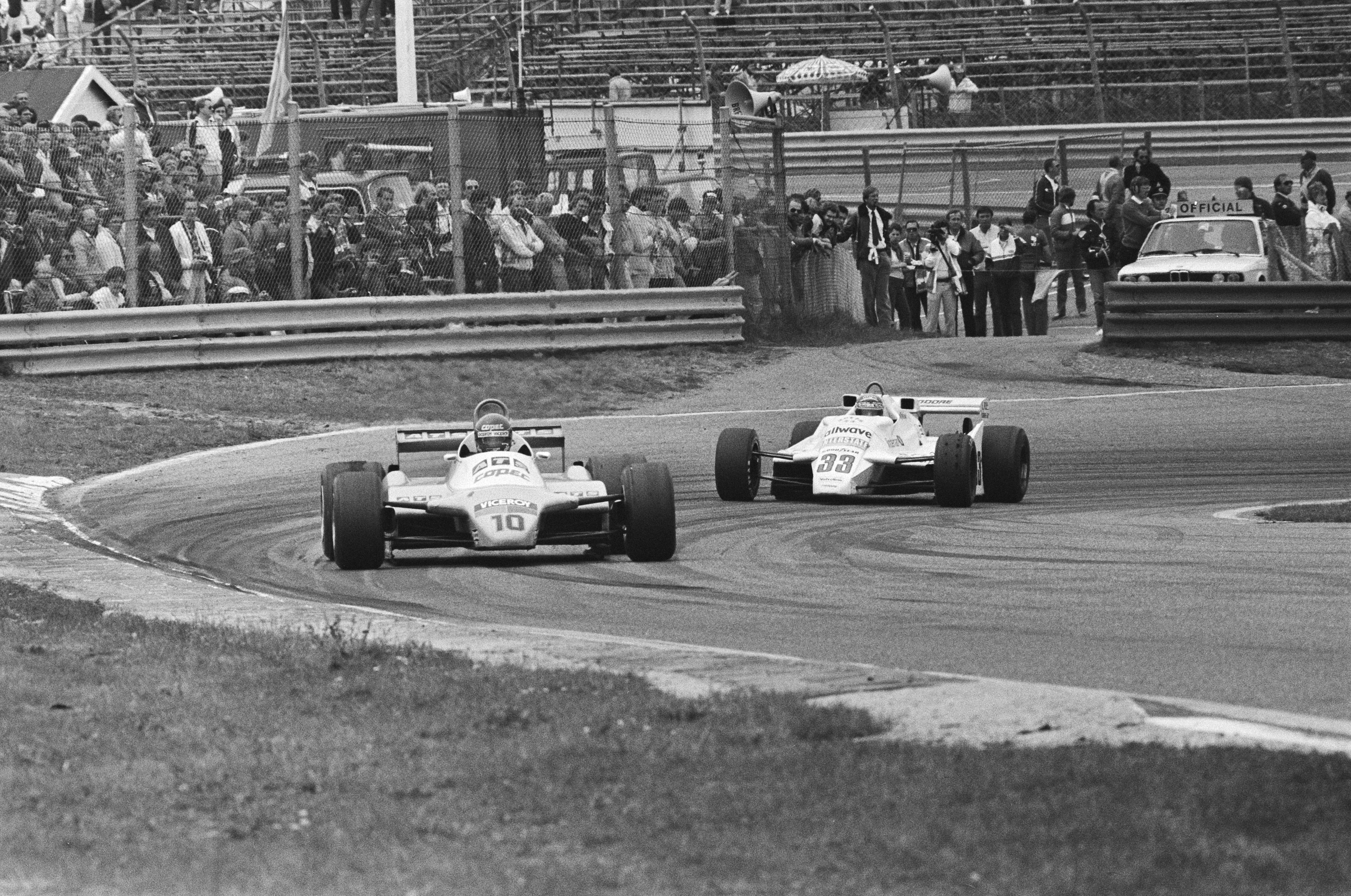
Eliseo Salazar devant Jan Lammers lors du Grand Prix des Pays-Bas 1982, Salazar termine treizième derrière son coéquipier.

| Saison | Écurie   | Moteur               | Pneus         | Pilotes            | Courses | Courses | Courses | Courses | Courses | Courses | Courses | Courses | Courses | Courses | Courses | Courses | Courses | Courses | Courses | Courses | Points inscrits | Classement |
| Saison | Écurie   | Moteur               | Pneus         | Pilotes            | 1       | 2       | 3       | 4       | 5       | 6       | 7       | 8       | 9       | 10      | 11      | 12      | 13      | 14      | 15      | 16      | Points inscrits | Classement |
| ------ | -------- | -------------------- | ------------- | ------------------ | ------- | ------- | ------- | ------- | ------- | ------- | ------- | ------- | ------- | ------- | ------- | ------- | ------- | ------- | ------- | ------- | --------------- | ---------- |
| 1981   | Team ATS | Ford-Cosworth DFV V8 | Michelin Avon |                    | EUO     | BRÉ     | ARG     | SMR     | BEL     | MON     | ESP     | FRA     | GBR     | ALL     | AUT     | P-B     | ITA     | CAN     | LVE     |         | 1               | 11e        |
| 1981   | Team ATS | Ford-Cosworth DFV V8 | Michelin Avon | Slim Borgudd       |         |         |         |         | Nq      | Npq     | Nq      | Nq      | 6e      | Abd     | Abd     | 10e     | Abd     | Abd     | Nq      |         | 1               | 11e        |
| 1982   | Team ATS | Ford-Cosworth DFV V8 | Goodyear      |                    | AFS     | BRÉ     | EUO     | SMR     | BEL     | MON     | EUE     | CAN     | P-B     | GBR     | FRA     | ALL     | AUT     | SUI     | ITA     | LVE     | 4               | 12e        |
| 1982   | Team ATS | Ford-Cosworth DFV V8 | Goodyear      | Manfred Winkelhock | 10e     | 5e      | Abd.    | Dsq.    | Abd.    | Abd.    | Abd.    | Nq      | 12e     | Nq      | 11e     | Abd.    | Abd.    | Abd.    | Nq      | Nc.     | 4               | 12e        |
| 1982   | Team ATS | Ford-Cosworth DFV V8 | Goodyear      | Eliseo Salazar     | 9e      | Abd.    | Abd.    | 5e      | Abd.    | Abd.    | Abd.    | Abd.    | 13e     | Nq      | Abd.    | Abd.    | Nq      | 14e     | 9e      | Nq      | 4               | 12e        |

Légende : ici